# 이레인 뷔스트
이레인 뷔스트(네덜란드어: Ireen Wüst, 네덜란드어 발음: [iˈreːɱ ˈʋyst], 1986년 4월 1일~)는 네덜란드의 은퇴한 스피드스케이팅 선수이다. 5회 연속 올림픽에 출전하여 각 대회에서 최소 금메달 1개를 획득했으며, 올림픽 역사상 5번의 올림픽에서 개인 금메달을 획득한 유일한 선수이다.
네덜란드 동계 올림픽 역사상 최연소 금메달리스트이자 최고령 금메달리스트로 2006년 2월 12일 19세의 나이로 2006년 동계 올림픽 3000m 종목에서 자신의 첫 금메달을 획득하였다. 4년 후인 2010년 동계 올림픽에서는 1500m 종목에서 우승을 차지했으며, 2014년 동계 올림픽에서 금메달 2개, 은메달 3개를 획득하여 소치 올림픽에서 가장 많은 메달을 획득한 선수가 되었다. 2018년 동계 올림픽에서는 1500m 금메달을 포함하여 금메달 1개, 은메달 2개를 획득하였고 2022년 동계 올림픽에서는 1500m에서 자신의 6번째 금메달과 팀 추월 동메달을 획득하여 통산 올림픽 메달 13개로 올림픽 스피드스케이팅 메달리스트 중 가장 많은 메달을 획득한 선수이자 네덜란드 역사상 가장 많은 올림픽 메달을 획득한 선수가 되었다. 올림픽 외에 세계 올라운드 선수권 대회 7회, 세계 종목별 선수권 대회 14회, 유럽 선수권 대회 개인종합 5회 우승을 달성했다.

## 같이 보기
- 올림픽 다관왕 목록